# Harry Goaz
Harry Goaz (Jacksonville, Észak-Karolina, 1960. december 27. –) amerikai színész.

## Élete és pályafutása
Goaz az Észak-Karolinai Jacksonville-ben született és a texasi Beaumontban nőtt fel. Goaz az austini Texasi Egyetemre járt, ahol képzőművészeti diplomát szerzett. A Los Angelesben található The Loft Studioban színészetett tanult William Taylortól. Egy Roy Orbison emlékseten ismerkedett meg és kötött barátságot David Lynch filmrendezővel, aki szerepet ajánlott neki a Twin Peaks című sorozatban. Azóta több filmben is szerepelt.

## Filmjei
| Év        | Cím                           | Szerep                        | Rendező              | Megjegyzés            |
| --------- | ----------------------------- | ----------------------------- | -------------------- | --------------------- |
| 1990-1991 | Twin Peaks                    | Andy Brennan seriff-helyettes | David Lynch és mások | 26 részben            |
| 1991-1992 | Eerie Indiana                 | Sgt. Knight                   | Tim Hunter és mások  | 5 részben             |
| 1992      | Twin Peaks – Tűz, jöjj velem! | Andy Brennan seriff-helyettes | David Lynch          | A jeleneteit kivágták |
| 1995      | Pusztító szenvedélyek         | Casey őr                      | Steven Soderbergh    |                       |
| 2005      | Deadroom                      | Layton                        | James M. Johnston    |                       |
| 2009      | St. Nick                      | Detekttív                     | David Lowery         |                       |
| 2010      | Earthling                     | Thomas Head                   | Clay Lifford         |                       |
| 2017      | Twin Peaks                    | Andy Brennan seriff-helyettes | David Lynch          | 9 részben             |

## Fordítás
- Ez a szócikk részben vagy egészben  a   Harry Goaz című angol Wikipédia-szócikk fordításán alapul.  Az eredeti cikk szerkesztőit annak laptörténete sorolja fel. Ez a jelzés csupán a megfogalmazás eredetét és a szerzői jogokat jelzi, nem szolgál a cikkben szereplő információk forrásmegjelöléseként.